# مقایسه نازیسم و استالینیسم
برخی از مورخان و سایر نویسندگان به مقایسه نازیسم و استالینیسم پرداخته‌اند. شباهت‌ها و تفاوت‌های این دو ایدئولوژی و نظام سیاسی، رابطه بین دو رژیم و چرایی برجسته شدن هر دو به‌طور همزمان را مورد توجه قرار داده‌اند. در طول قرن بیستم، مقایسه نازیسم و استالینیسم در مورد توتالیتاریسم، ایدئولوژی و کیش شخصیت انجام شد. هر دو رژیم در تضاد با جهان لیبرال دموکرات غربی دیده می‌شدند و بر شباهت‌های بین این دو تأکید داشتند.
دانشمندان علوم سیاسی هانا آرنت، زبیگنیو برژینسکی، و کارل یواخیم فردریش، و مورخ رابرت کانکوست از مدافعان برجسته به‌کارگیری مفهوم توتالیتر برای مقایسه نازیسم و استالینیسم بودند. مورخان شیلا فیتزپاتریک و مایکل گیر تفاوت‌های بین نازیسم و استالینیسم را برجسته می‌کنند و گیر می‌گوید که ایده مقایسه این دو رژیم به موفقیت محدودی دست یافته‌است. مورخ هنری روسو از کار فردریش و دیگران دفاع می‌کند، در حالی که می‌گویند این مفهوم هم مفید و هم توصیفی است تا تحلیلی، و همچنین بیان می‌کند که رژیم‌هایی که توتالیتر توصیف می‌شوند منشأ مشترکی ندارند و به روش‌های مشابهی به وجود نیامده اند. مورخان فیلیپ بورین و نیکلاس ورث بین یکی از آنها که رهبر را قدرتمند جلوه می‌دهد و دیگری که او را دیکتاتوری ضعیف جلوه می‌دهد، موضع میانه ای دارند. مورخان یان کرشاو و موشه لوین دیدگاه تاریخی طولانی تری دارند و نازیسم و استالینیسم را نه نمونه‌هایی از نوع جدیدی از جامعه، بلکه به عنوان ناهنجاری‌های تاریخی می‌دانند و در مورد مفید بودن گروه‌بندی آنها به عنوان توتالیتر بحث می‌کنند.
سایر مورخان و دانشمندان علوم سیاسی به عنوان بخشی از کار خود مقایسه‌هایی بین نازیسم و استالینیسم انجام داده‌اند. این مقایسه مدت‌هاست که جنجال‌های سیاسی را برانگیخته است، و در دهه ۱۹۸۰ منجر به مناقشه مورخان در آلمان به نام Historikerstreit شد.

## کتابشناسی
- Arendt, Hannah (1958). The Origins of Totalitarianism (2nd ed.). New York: Meridian Books.
- Friedrich, Carl J.;  et al., eds. (1964). Totalitarianism. [proceedings of a conference held at the American Academy of Arts and Sciences, March 1953]. New York: Grosset and Dunlap.
- Friedrich, Carl J.; Brzezinski, Zbigniew K. (1965). Totalitarian Dictatorship and Autocracy. Cambridge: Harvard University Press.
- Geyer, Michael; Fitzpatrick, Sheila (2009). Beyond Totalitarianism: Stalinism and Nazism Compared. Cambridge University Press. doi:10.1017/CBO9780511802652. ISBN 978-0-521-72397-8.
- Ghodsee, Kristen (2014). "A Tale of "Two Totalitarianisms": The Crisis of Capitalism and the Historical Memory of Communism" (PDF). History of the Present. 4 (2): 115–142. doi:10.5406/historypresent.4.2.0115. JSTOR 10.5406/historypresent.4.2.0115.
- Kershaw, Ian; Lewin, Moshe, eds. (1997). Stalinism and Nazism: Dictatorships in Comparison. Cambridge University Press. doi:10.1017/CBO9780511815775. ISBN 978-0-521-56521-9.
- Kühne, Thomas (May 2012). "Great Men and Large Numbers: Undertheorising a History of Mass Killing". Contemporary European History. 21 (2): 133–143. doi:10.1017/S0960777312000070. ISSN 0960-7773. JSTOR 41485456. S2CID 143701601.
- Neumayer, Laure (2018). The Criminalisation of Communism in the European Political Space after the Cold War. Routledge. ISBN 9781351141741.
- Overy, R. J. (2004). The Dictators: Hitler's Germany and Stalin's Russia. London: Allen Lane.
- Parenti, Michael (1997). Blackshirts and Reds: Rational Fascism and the Overthrow of Communism. City Lights Books. ISBN 978-0-87286-329-3.
- Pipes, Richard (1995). Russia Under the Bolshevik Regime, 1919–1924. New York: Vintage Books, Random House.
- Rousso, Henry; Golsan, Richard Joseph, eds. (2004). Stalinism and Nazism: History and Memory Compared. U of Nebraska Press. ISBN 978-0-8032-9000-6.
- Wheatcroft, Stephen G. (1996). "The Scale and Nature of German and Soviet Repression and Mass Killings, 1930–45" (PDF). Europe-Asia Studies. 48 (8): 1319–1353. doi:10.1080/09668139608412415. JSTOR 152781.